# Philippe Martinez (réalisateur)
Pour les articles homonymes, voir Philippe Martinez (homonymie) et Martinez.
Philippe Martinez est un réalisateur, producteur, scénariste et acteur français, né le 1er janvier 1968.

## Carrière
De 1988 à 1990, Philippe Martinez est le président du Théâtre de l'Odéon, à Marseille. Fin 1990, il immigre aux États-Unis où il devient président du conseil d'administration du distributeur Ulysses Entertainment. De 1996 à 1999, il dirige la société Betar Entertainment, basée à Los Angeles et spécialisée dans les co-productions avec le Canada pour le marché international. Il exerce également l'activité de producteur délégué (executive producer). En 1999, il lance Bauer-Martinez Studios et produit dans les années qui suivent plus d'une quinzaine de films, dont The Piano Player, La Sentinelle (The Defender), Modigliani et Coups d'État (Land of the Blind). Il est aussi le réalisateur de plusieurs films, dont le dernier, Viktor, lui donne pour la première fois l'occasion de tourner en Russie.

## Filmographie

### Réalisateur
- 2003 : Citizen Verdict
- 2004 : L'Empreinte de la mort (Wake of Death)
- 2009 : Tribes of October
- 2009 : Locked (The Chaos Experiment ou The Steam Experiment)
- 2014 : Viktor
- 2019 : General Commander